# Cerco de Schenkenschans

Cerco de Schenkenschans

O cerco de Schenkenschans (30 de julho de 1635 - 30 de abril de 1636) foi um grande cerco da Guerra dos Oitenta Anos. Em uma campanha bem-sucedida, o Exército de Flandres, comandado pelo general espanhol Cardeal-Infante Fernando da Áustria, capturou Schenkenschans junto com várias cidades importantes, revertendo os recentes ganhos holandeses e abrindo a República Holandesa para uma possível invasão. O Stadtholder holandês, Fredrick Henry, levou os esforços militares da república ao limite para recapturar a fortaleza de Schenkenschans para conter a ameaça ao exposto coração holandês. Ele conseguiu fazer isso depois de um caro cerco de nove meses.